# Фейсал ибн Фахд Аль Сауд
Фейсал ибн Фахд Аль Сауд (араб. فيصل بن فهد بن عبد العزيز آل سعود‎; 1945, Эр-Рияд — 21 августа 1999, Эр-Рияд) — старший сын короля Фахда, государственный деятель и спортивный функционер; министр по делам социального обеспечения молодёжи (1975—1999), президент Федерации футбола Саудовской Аравии (1971—1999) и председатель Олимпийского комитета Саудовской Аравии (1975—1999).

## Биография

### Происхождение и образование
Принц Фейсал ибн Фахд Аль Сауд родился в 1945 году в семье будущего короля Фахда и его первой жены Аль Ануд бинт Абдул-Азиз Аль Джилуви. Она умерла в марте 1999 года в возрасте 76 лет в Санта-Барбаре. У него были три младших родных брата и сестра:принц Сауд (род. 1950), принц Султан (род. 1951), принц Халид (род. 1958) и принцесса Латифа (1959—2013). 
В 1971 году Фейсал ибн Фахд окончил Калифорнийский университет в Санта-Барбаре, где изучал экономику и политологию.

### Карьера
Принц Фейсал ибн Фахд Аль Сауд работал на нескольких государственных и управленческих должностях, среди которых занимал должность президента Федерации футбола Саудовской Аравии (1971—1999), председателя Союза арабских футбольных ассоциаций (1974—1999), министра по делам социального обеспечения молодёжи (1977—1999), председателя Олимпийского комитета Саудовской Аравии (1975—1999), президента Федерации Исламских игр (1976—1999) и главы Спортивной федерации исламской солидарности (1981—1999).
Помимо этого возглавлял несколько национальных комитетов, включая «За заслуги по литературе».
Был членом МОК с 1984 по 1999 годы.

### Семья
Был женат на своей двоюродной сестре Мунире бинт Султан Аль Сауд; у них было два сына и три дочери.
Его старший сын — принц Наваф (род. 1979) — спортивный функционер, президент Федерации футбола Саудовской Аравии (2011—2014), президент Олимпийского комитета Саудовской Аравии (2011—2014).

### Смерть
Скончался 21 августа 1999 года в Специализированной больнице имени короля Фейсала в Эр-Рияде от сердечного приступа.